# Супрасльський Ірмологіон
Супрасльський Ірмологіон — рукописний ірмологіон жанрово-тематичного структурного типу, релігійно-музична пам'ятка Київської митрополії доби Великого Князівства Литовського (православної та греко-католицької традицій). Визначна пам'ятка книжної та музичної культури України та Білорусі, один із найбільш ранніх нотолінійних Ірмолоїв.
Писаний та упорядкований «ст.-укр. рукодєлієм Богдана Онисимович[а]. Спевака родом с Пинска» у Супрасльському монастирі руською мовою протягом 1598—1601 років. Нотація київська квадратна. Відзначається багатством наспівів (супрасльський, знаменний, демествений, болгарський, грецький, мултанський, царгородський та інші).

## Історія
Богдан Онисимович, творець Супрасльського Ірмологіону, був у Супрасльському монастирі вільнонайманим співаком і користувався великим музичним авторитетом, що вирізняло його з-поміж інших монастирських півчих. Імовірно, авторитету додавало також походження із Пинська - батьківщини дружини фундатора обителі Олександра Ходкевича Василиси (з пинського княжого роду Ярославичів). Це підтверджує те, що його ім'я (а також місце народження та професію) Богдана Онисимовича було вказано на титулі рукопису — поруч із іменем прославленого гімнотворця святого Іоана Дамаскина. Відомо, що — окрім грошової платні — Онисимович отримав в оренду від монастиря земельну ділянку — «уволоку».
У 1630 році Богдан Онисимович, захищаючи приниженого монаха, відкрито зіткнувся з новим ктитором Супрасльського монастиря — Кшиштофом Ходкевичем. За що в грубій формі був вигнаний із обителі. Цікаво, що після його вигнання щезає і його рукопис. У жодному з описів монастирського майна після 1630 року Супрасльського Ірмологіона немає. Натомість через деякий час на звороті аркуша 574 в кінці рукопису з'явився новий власницький напис, що вказував на належність ірмологіона Києво-Печерській лаврі: «ближні печери преподобного Антонія».
Власне, таким чином відбулося своєрідне повернення традиції «в рідні стіни». Адже першими насельниками Супрасльського монастиря були саме ченці Києво-Печерської лаври, які перенесли в в Супрасль церковні обряди та древні традиції лаврського співу, що став основою супрасльського розспіву. Серед перших рукописів Супрасльського монастиря були чотири знаменні ірмологіони. Супрасльський Ірмологіон доповнювався протягом усього XVII століття. Перебуваючи у зібранні Києво-Печерської лаври, він мав значний вплив на українську православну літургійну традицію та культуру.
Наукове дослідження почалося у XX столітті. Вперше про існування пам'ятки повідомив музикознавець Антонін Преображенський у «Короткому нарисі історії церковного співу в Росії» (1907 рік). Через два десятиліття у статті «Минуле музичної культури на Україні» («Червоний шлях», № 11 за 1927 рік) про Супрасльський Ірмологіон згадав музикознавець Олександр Дзбанівський.
Супрасльський Ірмологіон вважався втраченим у вирі драматичних історичних подій 1930-х років («безбожна п'ятирічка», сталінські репресії…). Допоки його не було знайдено у 1970 році мистецтвознавцем Анатолієм Конотопом у фондах рукописного відділу Центральної наукової бібліотеки Академії наук УРСР.
У 2018 році навчально-дослідницька програма УКУ «Київське християнство» видала в університетському видавництві «Ірмоси Київської Церкви: Критичне видання за Супрасльським нотолінійним ірмологіоном 1598—1601 років» у 2‑х книгах. Видання містить факсимільну та набірну публікації пам'ятки, обидва томи доступні на сайті УКУ під ліцензією Creative Commons Attribution-NonCommercial-NoDerivs 3.0 United States.

## Опис
Попри втрату кількох аркушів, рукопис добре зберігся — що, імовірно, пояснюється невеликою кількістю власників протягом його історії. Супрасльський Ірмологіон має 576 аркушів (1130 сторінок) та охоплює повне коло піснеспівів церковного вжитку. Його прикрашають 5 монохромних мініатюр малинового кольору та 16 заставок у вигляді різнокольорової коси балканського типу. В оформленні першої сторінки використано заставку Франциска Скорини із зображенням сонця та молодика. Ініціали піснеспівів декоровано різними візерунками на полях зображень.
Перша частина рукопису — «Недільні ірмоси на вісім гласів» (аркуші 33—217). Другу частину (аркуші 225—563 зворот) складають догматики,
сідальни і степенни, піснеспіви супрасльського розспіву, святкові стихири, блаженни, канони та інші піснеспіви. В цій частині втрачено кілька аркушів. Відсутній початок догматика VI гласа «ст.-укр. Кто тєбє нє ублажит», третій антифон V гласа «ст.-укр. О рєкших мнє», догматик VII гласа «ст.-укр. Мати убо познася» і ряд інших піснеспівів.
Аркуші 291—295 зворот, 315—315 зворот, 423 зворот—427 зворот, 514—522 зворот, 542 зворот—563 зворот по невідомій причині залишені Богданом Онисимовичем чистими. Це (а також вищезгадана відсутність деяких аркушів) підтверджується однаковими водяними знаками на папері та авторською наскрізною нумерацією. Пізніше (очевидно, протягом XVII століття) на чистих сторінках іншими людьми частково повторено вже наявні у Супрасльському Ірмологіоні піснеспіви, а також занотовано нові.

## Супрасльський Ірмологіон у нумізматиці
|                                                                                                 |  |  |
| Срібна монета Україна-Білорусь. Духовна спадщина — Ірмологіон із серії «Духовні скарби України» |  |  |

Національний банк України 15 грудня 2020 року ввів в обіг срібну монету номіналом 20 гривень «Україна — Білорусь. Духовна спадщина — Ірмологіон», яка належить до серії «Духовні скарби України». На аверсі монети стилізовано зображено позолочену сторінку (локальна позолота) Супрасльського Ірмологіона.